# Hedvig av Danmark
Hedvig av Danmark, född den 5 augusti 1581, död den 26 november 1641, var dansk prinsessa och kurfurstinna av Sachsen. Hon var dotter till Fredrik II av Danmark och Sofia av Mecklenburg samt gifte sig 1602 med kurfurst Kristian II av Sachsen.
Hedvig uppfostrades delvis hos sin mors släkt i Mecklenburg. Äktenskapet var barnlöst och maken efterträddes av sin bror Johan Georg. Efter makens död 1611 bosatte hon sig på sitt änkesäte Lichtenburg. Hon kontroll över polisen och domstolarna, bedrev egen handelspolitik och utfärdade pass, normalt endast tillåtet för en regent. Hon grundade även flera vårdinrättningar för fattiga, sjuka och handikappade. Hon upprätthöll en tät kontakt med sin bror kungen, och besökte Danmark vid sin mors begravning 1631 och sin brorsons bröllop 1634.